# Medresa Tilja Kari
Medresa Tilja Kari (Tillakori madrasasi) je medresa (islamska šola) iz 17. stoletja v zgodovinskem središču Samarkanda, ki je na Unescovem seznamu svetovne dediščine v Uzbekistanu.

## Ozadje
Je najmlajši spomenik v monumentalnem ansamblu Registan, ki ga tvorijo Ulugbegova medresa ter medresa Šerdor in Tilja Kari. Zgrajena je bila med letoma 1646 in 1660, deset let po izgradnji medrese Šerdor. Medresa ni bila namenjena le izobraževanju učencev, temveč je bila dolgo časa tudi ena najpomembnejših mošej.

## Arhitektura
Medresa Tilja-Kari ima kvadratno strukturo s površino 75 × 75 m. Arhitekt, ki je pripadal buharski mestni arhitekturni šoli, ni slepo kopiral dimenzij drugih dveh stavb na trgu. Ustvaril je kompozitno kompozicijo in z raztezanjem obeh kril glavne fasade dal trgu zaprt videz. Ta sprememba proporcev glavne fasade je imela še eno posledico: medresa Tilja Kari, čeprav je osrednji element kompozicije, ne deluje tako masivno in ne pritegne preveč pozornosti, kot da bi bila kulisa drugima dvema bolj monumentalnima medresama.
Fasada medrese je v buharskem slogu. Sestavljen je iz osrednjega ivana (pištak) in dveh kril, ki obsegata dve ravni niš, povezanih s 16 khodžri (štiri na dveh ravneh oziroma osem na vsaki strani). Simetrijo fasade poudarjajo vogalni stolpi, ki lahko delujejo kot minareti. Glavna vrata so prebodena z globoko nišo, ob vznožju katere so trije prehodi na dvorišče. Niše dveh nivojev celic (khoudirs) se odpirajo na prostorno dvorišče. Na zahodni strani dvorišča je mošeja s kupolo. V notranjosti je pozlačen marmorni mihrab in marmorni minbar z enajstimi stopnicami.
Medresa je dobila ime pozlačena zaradi svojih reliefov, pozlačenih z zlatom. Stene, kupola, mihrab so okrašeni z rdečimi in zlatimi cvetličnimi motivi na modrem ozadju. Mozaik in majolika sta prekrita z geometrijskimi, epigrafskimi in tudi rastlinskimi motivi. Notranjost mošejske dvorane je še posebej impresivna zaradi svoje dekoracije. Prav tako sta visoki portal in dve ravni celic prekriti s prepletenimi cvetličnimi motivi in sončnimi simboli.
Medresa Tilja Kari je eden najlepših primerov turške arhitekture in turške umetnosti. Turška umetnost je širok pojem, ki zajema arhitekturno, dekorativno in uporabno umetnost, ki so jo turške civilizacije razvijale skozi zgodovino. Vključuje zapletene geometrijske vzorce, kaligrafijo in cvetlične motive, ki jih pogosto vidimo v medresah, mošejah in mavzolejih. Seldžuško, Timuridsko in Osmansko cesarstvo so igrali pomembno vlogo pri oblikovanju te umetniške tradicije, kar je očitno v strukturah, kot so Registan v Samarkandu, palača Topkapi v Carigradu in zgodovinski kompleksi v Buhari. Uporaba živahnih ploščic, kupol in simetričnih kompozicij so značilnosti turške umetniške dediščine.

## Potres in obnova
V 19. stoletju, v letih 1817–1818, je stavbo medrese poškodoval močan potres. Vhodna vrata so bila najbolj poškodovan del. Njihov zgornji del se je zrušil skupaj z bobnom. Po ukazu emirja Hajdarja so portal obnovili, vendar takrat niso mogli obnoviti vsega lončenega okrasja. Do začetka 20. stoletja je bila večina obloge medrese izgubljena. Prve obnove so se začele v 1920-ih. V zgodnjih 1930-ih so se nadaljevala dela za obnovo zunanjih fasad. V letih 1950–1958 so bile obnovljene fasade dvorišča medrese in boben kupole. V prvi polovici 1970-ih je bila obnovljena dekoracija timpanona glavnega portala in zunanja kupola mošeje. Leta 1979 so bila končana restavratorska dela na poslikavah v notranjosti mošeje. 
Trenutno je v medresi muzej, posvečen obnovi trga Registan v Samarkandu.

## Galerija
- Razgled s trga Registan
- Stranski pogled na medreso
- Dvonadstropni Ivani
- okras na strani medrese
- Strop
- pogled spredaj
- Muqarnas mihraba